# 囊劳
囊劳（壮文：Nanghlaux）系田林县北部的一座丘陵。名字为壮语音译，“大山坡”的意思，Nangh即“山坡”、laux即“大”。走向为东南——西北，土山地貌。海拔565米，全长约1.8公里。山坡上有少量灌木，多生杂草。